# ترخس لاليمنتي
ترخس لاليمنتي (الاسم العلمي: Trechus lallemantii) هو نوع من الحشرات يتبع جنس الترخس من فصيلة الخنافس الأرضية.